# Magnum Areena
Magnum Areena – stadion piłkarski, położony w Kuopio, Finlandia. Swoje mecze na tym obiekcie rozgrywa zespół Kuopion Palloseura. Po gruntownej modernizacji w latach 2003–2005, jego pojemność wynosi 4 700 miejsc (w tym około 2 000 miejsc stojących).